# Льодовик Мілна
Льодовик Мілна (англ. Milne Ice Shelf, фр. Barrière de Milne) — шельфовий льодовик, що є частиною колишнього льодовика Елсмір. 
Розташований на північно-заході острова Елсмір, за 270 км від поселення Алерт. Це другий за величиною шельфовий льодовик Північного Льодовитого океану.
В 1986 шельфовий льодовик мав площу близько 290 км² з центральною товщиною 100 м 
. 
Це був останній шельфовий льодовик у канадській Арктиці, що залишався незайманим таненням до липня 2020 року, коли протягом двох днів внаслідок глобального потепління зруйнувалось понад 40 відсотків крижаного покриву 

. 
Під час обвалення було втрачено безлюдний дослідний табір та прилади для вимірювання витрати води через шельфовий льодовик. 